# DBU Jylland
DBU Jylland (tidligere JBU eller Jydsk Boldspil-Union) blev stiftet 1. december 1895 i Aarhus. Det er en regional fodboldunion for fodboldklubber i Jylland og er en lokalunion under Dansk Boldspil-Union.
Repræsenteret på den stiftende generalforsamling var følgende klubber:
- Aalborg Skjold (v/ maler Th. Nielsen og typograf E. Westphall)
- Aarhus Boldklub (v/ boghandler Bendixen og bankassistent O. Ankerstjerne Sørensen)
- Aarhus Underofficerernes Boldklub (v/ oversergent C.J. Svendsen og Hansen)
- Fredericia Boldklub (v/ postekspedient Mazanti og telegrafist F. O. Jensen)
- Hjørring Boldklub (v/ redaktionssekretær Jul. Nielsen)
- Horsens Boldklub (v/ sparekasseassistent Olesen og lagerekspedient Berg)
- Kolding Handels- og Kontoristforenings Boldklub (v/ grosserer Jensen og toldkontrollør Meyer)
- Odder Sportsklub (v/ cand. phil. Ludvigsen og kommis I. Hansen)
- Skanderborg Boldklub (v/ boghandler Madsen og kommis Hjorth Jepsen)
- Vejle Boldklub (v/ cand. theol. og mag. Alsted og cand. mag. Weilbach).

Derudover var der skriftlige tilkendegivelser fra Aalborg Boldklub og Silkeborg Boldklub.
Unionens første bestyrelse bestod af postekspedient Mazanti (formand), redaktionssekretær Jul. Nielsen, bankassistent O. Ankerstjerne Sørensen, og cand. mag. Weilbach.